# Constantine: City of Demons
Constantine: City of Demons (Traduzido livremente para Constantine: Cidade dos Demônios) é uma web série animada criada Greg Berlanti e David S. Goyer, baseada nas histórias em quadrinhos do personagem John Constantine. Constantine. A série foi lançado em na plataforma online de streaming CW Seed em 24 de Março de 2018, depois de ter estreado na WonderCon de 2018. Mesmo sendo da CW Seed, e mesmo tendo Matt Ryan dublando o personagem, a série animada não possui relação com o Arrowverse nem com a série solo do personagem de 2014.

## Premissa
John Constantine usa suas habilidades como caçador de demônios e mestre das artes das trevas para proteger o mundo dos terrores sobrenaturais.

## Elenco e personagens

### Principal
- Matt Ryan como John Constantine: Um experiente caçador de demônios e mestre do ocultismo.

### Recorrente
- Damian O'Hare como Chas Chandler
- Laura Bailey como Asa, a Curadora / Enfermeira Pesadelo
- Emily O'Brien como Renee Chandler

### Convidado
- Rachel Kimsey como Locutor
- Robin Atkin Downes como Mordomo
- Jim Meskimen como Beroul

## Produção
Em janeiro de 2017, foi anunciado que Matt Ryan iria interpretar novamente John Constantine em uma nova série animada depois de fazer uma participação especial no 5º episódio da 4ª temporada de Arrow e depois mais de dois anos depois do cancelamento da série em live-action. Nesse mesmo período estava sendo discutido se a série animada usaria os demais personagens da série live-action ou se ignoraria os eventos da série.
A série foi desenvolvida pela Warner Bros Animation e a Blue Ribbon Content, com Greg Berlanti, Schechter e David S. Goyer (um dos criadores da série em live-action), servindo como produtores executivos, e Butch Lukic serve como produtor. J. M. DeMatteis escreveu a série que foi dirigido por Doug Murphy. Os envolvidos no desenvolvimento da série disseram que a intenção é que ela tenha um teor mais sombrio, estando mais próxima das histórias em quadrinhos publicadas pela Vertigo.
Apesar de ter Matt Ryan dublando o personagem e da série ser da CW Seed, City of Demons não tem relação com nem com a série live-action e nem com o Arrowverse. De acordo com J.M. DeMatteis, a série é situada no Universo de Filmes Animados da DC Comics, situando-se após os eventos de Liga da Justiça Dark.

## Lançamento
Os cinco primeiros episódios de Constantine: City of Demons foram lançadas na CW Seed, em 24 de Março de 2018, depois da estreia no mesmo dia na WonderCon de 2018. Dois dias depois, o roteirista J. M. DeMatteis confirmou que mais sete episódios estão previstos para serem lançados.

## Filme
Em 31 de julho de 2018, a Warner Home Video e a DC Entertainment anunciaram o filme animado de Constantine: Cidade de Demônios, que reunirá os cinco episódios lançados na CW Seed mais os episódios restantes em um filme animado de 90 minutos, com lançamento para 9 de outubro de 2018.